# Inverse Polymerase-Kettenreaktion

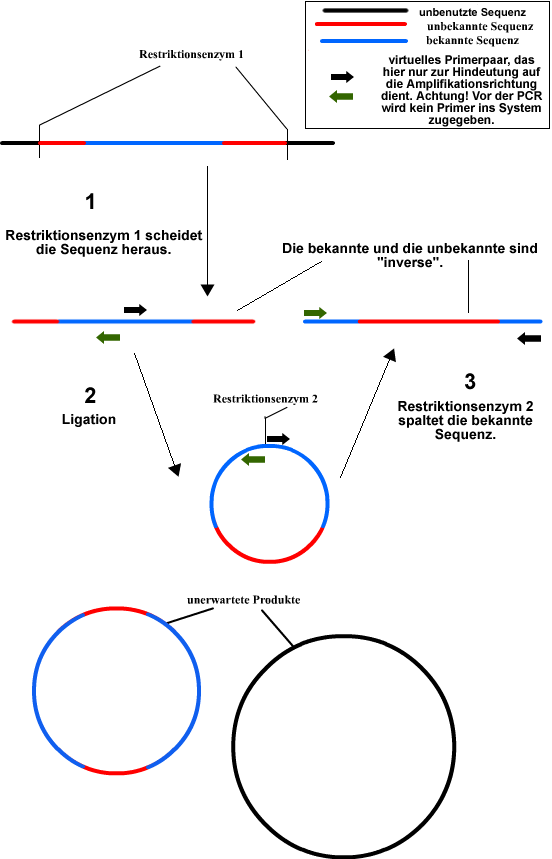
Ablauf der inversen PCR.

Als Inverse Polymerase-Kettenreaktion oder kurz Inverse PCR versteht man eine Abwandlung der PCR, mit der man unbekannte Genbereiche amplifizieren kann.
Bei der Inversen PCR benötigt man einen relativ kurzen, aber von der Sequenz her bekannten DNA-Abschnitt. Von diesem aus stellt man zwei Primer her, die im Gegensatz zur herkömmlichen PCR nicht aufeinander zugerichtet sind, sondern deren Richtung in die unbekannten umgebenen Bereiche zielt und zwischen denen eine Restriktionsstelle liegt. Dann isoliert man die DNA und macht einen Verdau mit einem zweiten Restriktionsenzym, das nicht im bisher bekannten Bereich schneidet, sondern außerhalb. Es folgt eine sogenannte Ligation, bei der die geschnittenen DNA-Bruchstücke zirkularisieren, das heißt einen DNA-Ring ausbilden. Danach schneidet man mit dem ersten Restriktionsenzym, das seine Schnittstelle im bekannten Bereich zwischen den Primern hat. Man erhält somit mit ein wenig Glück einen bisher unbekannten DNA-Bereich der zwischen zwei zueinanderhin gerichteten Primern liegt und der eine für eine PCR passende Länge hat. Diesen kann man dann mit der herkömmlichen PCR amplifizieren.
Diese Technologie wird z. B. dazu benutzt, um Stellen zu untersuchen, in die z. B. Transposons oder andere Fremd-Gene integriert haben.